# Timmiella diminuta
Timmiella diminuta är en bladmossart som beskrevs av Chen Pan-chieh 1941. Timmiella diminuta ingår i släktet Timmiella och familjen Pottiaceae. Inga underarter finns listade i Catalogue of Life.